# Candara
Candara è un font di tipo humanist sans-serif. È uno dei sei nuovi fonts che sfrutta la tecnologia di rendering Cleartype e viene distribuito insieme a Microsoft Windows Vista e Microsoft Office 2007.